# Пласидо Доминго
Хосе Пласидо Доминго Ембил (шп. José Plácido Domingo Embil; Мадрид 21. јануар 1941) је шпански оперски тенор. Један је од најпознатијих тенора и најпродуктивнијих музичара свога доба. Познат је по свом јединственом, драматичном гласу са распоном од више од четири пуне октаве. Са 136 оперских улога у свом репертоару, Доминго је певао у више улога него иједан други тенор у историји. Такође је познат по свом природном таленту за глуму, као и широког музичког знања. Поред певања, још је и диригент и интендант Вашингтонске народне опере и опере у Лос Анђелесу. 8. децембра 2014. одржао је концерт у Комбанк арени у Београду уз пратњу Симфонијског оркестра и хора РТС-а. Почетком 2010-их он је прешао са репертоара тенора у готово искључиво баритонске делове, од којих је најпознатији Сајмон Боканегра. Према подацима из 2020. Доминго је имао 151 различиту улогу.
Доминго је такође постигао значајан успех као вишестрани уметник, посебно у жанровима латино и популарне музике. Осим што је освојио четрнаест Греми и Латин Греми награда, неколико његових плоча је остварило сребру, златну, платинску и мулти-платинску продају. Његов први поп албум, Perhaps Love (1981), проширио је његову славу изван оперног света. Насловна песма, изведена у дуету са кантри и фолк певачем Џоном Денвер, продата је у готово четири милиона примерака и помогла је као увод у његове бројне телевизијске наступе за тенор. Он је такође глумио у многим биоскопским и телевизијским оперским филмовима, посебно под водством Франка Зефирелија. Године 1990. почео је да пева са колегама тенорима Лучаном Паваротијем и Хосеом Карерасом у оквиру групе The Three Tenors. Први снимак Три тенора постало је најпродаванији класични албум свих времена.
Одрастајући радећи у сарсуела компанији својих родитеља у Мексику, Доминго је од тада редовно промовисао овај облик шпанске опере. Такође све више диригује опере и концерте и био је генерални директор Опере у Лос Анђелесу у Калифорнији од 2017–2019. У почетку је био уметнички директор, а касније генерални директор Вашингтонске националне опере од 1996–2011. Учествовао је у бројним хуманитарним радовима, као и у напорима да помогне младим оперским певачима, укључујући покретање и вођење међународног певачког такмичења Опералија.
Након оптужби за сексуално узнемиравање од касних 1980-их, Доминго је у октобру 2019. дао оставку на место генералног директора Опере у Лос Анђелесу, а касније се извинио због наношења повреда неколико жена које су га оптужиле.

## Биографија
Пласидо Доминго је рођен у Мадриду 1941. године. Музика и певање пратили су његов живот од самог почетка. Родитељи су му били популарни извођачи традиционалних народних шпанских напева.
Године 1949, његова породица се преселила у Мексико. Већ је као 20-годишњак наступио у улози Алфреда у Вердијевој "Травијати", а 1966. године заменио је болесног колегу, оперског певача у њујоршкој градској опери. Тим наступом је освојио и публику и критику и отворио врата светске оперске позорнице. У само неколико година прославио се врхунским интерпретацијама Вердијевих опера. Касније је певао Пучинија, Леонкавала, Бизеа и Маснеа.
Један од његових најпознатијих наступа је онај из 1990. године када је са Лучаном Паваротијем и Хосе Карерасом одржао концерт поводом отварања Светског првенства у фудбалу у Италији.

## Галерија
- Пласидо Доминго, 2008. године
- Пласидо Доминго, 2014. године

## Дела
| Датум          | Наслов                                                         | Издавач                              | ISBN                        | Страна  | Аутори                             |
| -------------- | -------------------------------------------------------------- | ------------------------------------ | --------------------------- | ------- | ---------------------------------- |
| септембар 1983 | My First Forty Years                                           | Alfred A. Knopf                      | 0-394-52329-6               | 256     | Пласидо Доминго                    |
| 1983           | Jacqueline du Pré: Impressions                                 | Vanguard Press                       | 0814908675                  | 141     | Вилијам Вордсворт Пласидо Доминго  |
| децембар 1994  | Opera 101: A Complete Guide to Learning and Loving Opera       | Hyperion                             | 0-7868-8025-2               | 494     | Фред Плоткин Пласидо Доминго       |
| јул 1997       | Christmas With Plácido Domingo: Trumpets Sound And Angels Sing | Alfred Publishing Company            | 0-89524-321-0               | 80      | Пласидо Доминго Милтон Окун        |
| јул 1997       | Bajo el Cielo Español (Under the Spanish Sky)                  | Warner Brothers Publications         | 0-7692-0024-9               | 84      | Пласидо Доминго Карол Куелар       |
| март 1999      | Plácido Domingo: Por Amor                                      | Hal Leonard Corporation              | 0-7119-7258-3               | 104     | Пласидо Доминго                    |
| јануар 2003    | The Zarzuela Companion                                         | Scarecrow Press                      | 0810844478                  | 352     | Кристофер Вебер Пласидо Доминго    |
| март 2003      | Plácido Domingo: My Operatic Roles                             | Baskerville Publishers, Incorporated | 1-880909-61-8               | 319     | Хелена Матеопулос Пласидо Доминго  |
| март 2007      | Leoncavallo: Life and Works                                    | Rowman & Littlefield Publishers, Inc | 0-8108-5873-8 0-8108-5880-0 | 349 351 | Конрд Клод Драјден Пласидо Доминго |
| децембра 2007  | So When Does the Fat Lady Sing?                                | Hal Leonard Corporation              | 1-57467-162-6               | 173     | Мајкл Волш Пласидо Доминго         |